# Liste der Monuments historiques in Wulverdinghe
Die Liste der Monuments historiques in Wulverdinghe führt die Monuments historiques in der französischen Gemeinde Wulverdinghe auf.

## Liste der Bauwerke
| Bezeichnung | Beschreibung | Standort       | Kennzeichnung | Schutzstatus | Datum | Bild |
| ----------- | ------------ | -------------- | ------------- | ------------ | ----- | ---- |
| Motte       | Mittelalter  | Hœuweel (Lage) | PA00107896    | Inscrit      | 1979  |      |

## Liste der Objekte
- Monuments historiques (Objekte) in Wulverdinghe in der Base Palissy des französischen Kultusministeriums